# Boris Malák
Boris Malák celým jménem Vladimír Boris Malák (25. května 1926 Miluše, Polsko  – 9. prosince 2024 Praha, Česko) byl volyňský voják a válečný veterán. Ve svých 17 letech se zúčastnil Karpatsko-dukelské operace.

## Životopis
Narodil se 25. května roku 1926 ve vesnici Miluše, dnes součást města Luck. V dětství chodil na ukrajinskou, českou i polskou školu.
Během druhé světové války v roce 1941 nacisté obsadili Volyň, která byla následující rok osvobozená Rudou armádou. V tomto období vznikal 1. československý armádní sbor, do něhož vstoupili i muži z obce Miluše. Přihlásili se i nezletilí chlapci, včetně Borise Maláka.
O pár měsíců později bojoval v první linii v rámci Karpatsko-dukelské operace. Konec války v květnu 1945 prožil ve Vsetíně. Později se účastnil slavnostního defilé na Staroměstském náměstí v Praze, kde armádě děkoval prezident Edvard Beneš a jeho manželka Hana Benešová.
Po válce zůstal v armádě. Absolvoval Vojenskou akademii v Brně a natrvalo se usadil v Praze. Následující roky působil jako velitel spojovacího střediska v Kbelích.
Po invazi vojsk Varšavské smlouvy do Československa v roce 1968 byl následující rok donucený armádu opustit.
V roce 2001 mu zemřela manželka a zbytek života strávil v pražském domově pro válečné veterány Vlčí mák.
Zemřel v prosinci roku 2024 ve věku 98 let. O jeho úmrtí informovala česká ministryně obrany Jana Černochová prostřednictvím svého profilu na platformě X.